# Mali Magellanov oblak
Mali Magellanov oblak ili NGC 292 je galaksija u zviježđu Tukan. Satelitka je galaksija našoj galaksiji Mliječni Put. Ima promjer od 7000 svjetlosnih godina.
Četvrta je po blizini galaktika Mliječnom Putu, poslije patuljaste eliptične patuljaste eliptične galaktike u Strijelcu (~ 16 kpc) i patuljaste galaktike u Velikom Psu ili prekogustoće ("overdensity") (~ 12.9 kpc, premda se njen status galaktike osporava) nalazi bliže galaktičkom središtu, te Velikog Magellanovog Oblaka.
U središtu mu je prominentna prečka, što sugerira da bi mogla biti prečkasta patuljasta spiralna galaktika prije nego što su poremećeni njeni spiralni kraci, vjerojatno gravitacijom Mliječnog Puta. Današnji nepravilni oblik Malog Magellanova oblika je vjerojatno rezultat plimnih međudjelovanja i s Kumovom slamom i s Velikim Magellanovim oblakom (LMC).
Zbog poremećene radijalne brzine, predloženo je da je Mali Magellanov Oblak zapravo dvije galaksije koje su u pravcu doglednice. To bi i objasnilo "dubinu" od 30,000 svjetlosnih godina, mnogo više od normale. Ime za ovu ideju je Mini Magellanov Oblak. Ova ideja ostaje nepotvrđena, pa je Mali Magellanov Oblak i dalje kvalificiran kao jedna galaksija.
I Mali i Veliki Magellanov oblak obiluju svim vrstama zvijezda i međuzvjezdana tvoriva. Oba oblaka imaju ovojnicu od rijetkog i hladnog vodika. Njihova se ovojnica izdužuje u uzak Magellanov potok prema Kumovoj slami, vjerojatno pod djelovanjem privlačne sile. Oba oblaka su poslužila u znanosti kao ispitno polje za upoznati galaktičke i izvangalaktičke objekte.
Mali Magellanov oblak sadrži nekoliko NGC objekta, uključujući otvorene skupove NGC 265 i NGC 290, te H II regije NGC 346 i NGC 602. Tu je i kuglasti skup NGC 121.

## Vanjske poveznice
- SEDS: NGC 292